# Recopa Catarinense
A Recopa Catarinense é uma competição de futebol organizada pela Federação Catarinense de Futebol (FCF) e instituída oficialmente no calendário estadual em 14 de setembro de 2018.
Desde a primeira edição, em 2019, a competição é disputada em partida única entre os campeões do Campeonato Catarinense e da Copa Santa Catarina do ano anterior.
No geral, Brusque e Figueirense são os maiores vencedores, com dois títulos cada. Criciúma e Joinville possuem uma conquista.

## História
Em 13 de janeiro de 2018, a Chapecoense, detentora do título estadual da temporada anterior enfrentou, em um amistoso, o vencedor da Copa Santa Catarina, o Tubarão. Mais tarde, em 14 de setembro, a FCF oficializou, nos mesmos moldes, a Recopa Catarinense no calendário estadual. Inclusive, a entidade, planejou o torneio para ser o primeiro jogo da temporada, mas Copa América de 2019 causou uma deturpação nos calendários estaduais, o que inviabilizou a realização da partida em janeiro.
Na primeira edição, o Figueirense venceu o Brusque com um gol de Rafael Marques e tornou-se o primeiro clube a conquistar a Recopa Catarinense. O derrotado, contudo, participou da competição no ano seguinte e triunfou sobre o Avaí. Em 2021, a Chapecoense perdeu para o Joinville na disputa por pênaltis.
Em 20 de janeiro de 2022, Avaí e Figueirense se enfrentaram pela primeira vez nesta competição. O jogo foi disputado no estádio Aderbal Ramos da Silva e terminou com a vitória do Figueirense, que conquistou o seu segundo título. No entanto, o Brusque novamente igualou o feito ao vencer o estreante Marcílio Dias no ano seguinte.

## Campeões

### Títulos por clube
| Pos | Clube         | Títulos | Vices |
| --- | ------------- | ------- | ----- |
| 1.º | Brusque       | 2       | 1     |
| 2.º | Criciúma      | 2       | —     |
| 2.º | Figueirense   | 2       | —     |
| 4.º | Joinville     | 1       | —     |
| 5.º | Avaí          | —       | 2     |
| 5.º | Marcílio Dias | —       | 2     |
| 7.º | Chapecoense   | —       | 1     |
| 7.º | Concórdia     | —       | 1     |

### Títulos por cidade
| Pos | Cidade        | Títulos | Vices |
| --- | ------------- | ------- | ----- |
| 1.º | Florianópolis | 2       | 2     |
| 2.º | Brusque       | 2       | 1     |
| 3.º | Criciúma      | 2       | —     |
| 4.º | Joinville     | 1       | —     |
| 5.º | Itajaí        | —       | 2     |
| 6.º | Chapecó       | —       | 1     |
| 6.º | Concórdia     | —       | 1     |

## Repercussão
A Recopa Catarinense foi recebida com um misto de festividade e seriedade. O primeiro título do Figueirense, por exemplo, foi considerado uma marca da hegemonia do clube no cenário estadual. Por sua vez, a conquista do Brusque em 2020 foi exaltada pelos meios de comunicação brasileiros. Até então, o clube havia ganhado a Copa Santa Catarina e da Série D do Campeonato Brasileiro. A rádio Araguaia mencionou o título como o mais novo "capítulo" vitorioso da boa fase do Brusque e a rádio Cidade exaltou o "comprometimento e a garra" da equipe.